# Dístic
Un dístic és una estrofa de dos versos que té un sentit temàtic complet, procedent de la poesia clàssica grega i llatina. En el segle xiv s'introduí a Catalunya l'elegia clàssica basada en la forma mètrica del dístic elegíac, compost normalment de dos hexàmetres. Joan Maragall i Carles Riba van fer adaptacions d'aquest tipus de vers clàssic, equiparant les síl·labes llargues i curtes del llatí a les síl·labes tòniques i àtones. La versió moderna dona, així, com a hexàmetre, versos de sis accents rítmics que oscil·la entre les tretze i les disset síl·labes. El dístic elegíac és format per dos hexàmetres, el segon dels quals es presenta, sincopat, com un pentàmetre. Un exemple el veiem en els següents versos:
| «             | Arribareu sense mi a la pàtria expectant, elegies: de dolor a dolor la impaciència us empeny. | » |
| — Carles Riba |                                                                                               |   |